# Юй Фэнтун
Юй Фэнтун (кит. упр. 于凤桐, пиньинь Yú Fèngtóng; р. 15 декабря 1984, городской округ Ичунь, провинция Хэйлунцзян) — китайский конькобежец, многократный рекордсмен Китая на коротких дистанциях, участник трёх зимних Олимпийских игр (2002, 2006 и 2010). Бронзовый призёр чемпионата мира на дистанции 500 м (2009).